# Dalingheornis liweii
Dalingheornis liweii — вид птахів підкласу енанціорнісових (Enantiornithes), що мешкав на початку крейдяного періоду близько 122 млн років тому. Відомий по одному викопному зразку дитинчати, що був знайдений в 2006 році в пластах формації Їсянь у провінції Ляонін, Китай. Голотип являє собою повний скелет з відбитком пір'я. Череп сягає 2 см, хвіст 18 мм, нагадує за будовою хвіст дромеозаврид.